# Zollamtliche Überwachung
Unter zollamtlicher Überwachung versteht man in Deutschland die Grenzaufsicht der Zollbehörden, um die Einhaltung des Zollrechts und gegebenenfalls der sonstigen für Waren unter zollamtlicher Überwachung geltenden Vorschriften zu gewährleisten (Art. 5 Nr. 27 UZK). Die zollamtliche Überwachung bildet einen Schwerpunkt der Tätigkeit der Zollbehörden.

## Ziele der zollamtlichen Überwachung
- Sicherung der Erhebung der Ein- und Ausfuhrabgaben (§ 1 Abs. 1 S. 2 Zollverwaltungsgesetz)
- Einhaltung der Vorschriften des Zollrechts (§ 1 Abs. 1 S. 2 ZollVG)
- Einhalten bestehender Verbote und Beschränkungen (§ 1 Abs. 3 ZollVG)

## Umfang der zollamtlichen Überwachung
Überwacht wird der gesamte Verkehr mit Waren über die Grenze des Zollgebiets der Union sowie über die Grenzen von Freizonen (§ 1 Abs. 1 S. 1 ZollVG).
Darüber hinaus wird gem. § 1 Abs. 2 ZollVG auch der Verkehr mit verbrauchsteuerpflichtigen Waren (z. B. Zigaretten, Alkohol, Mineralöle) über die Grenze des deutschen Verbrauchsteuererhebungsgebietes und gem. § 1 Abs. 3a ZollVG zur Bekämpfung der Geldwäsche die Ein-, Aus- und Durchfuhr von Zahlungsmitteln im Zollgebiet der Gemeinschaft zollamtlich überwacht.

## Beginn der zollamtlichen Überwachung
Vom Zeitpunkt des Verbringens an unterliegen alle Waren, die in das Zollgebiet der Union verbracht werden, automatisch der zollamtlichen Überwachung (Art. 134 Abs. 1 UZK). Dabei ist es zunächst unerheblich, ob es sich bei den Waren um Unions- oder Nichtunionswaren handelt.
Unionswaren, die zur Ausfuhr, zur passiven Veredelung, zum Versandverfahren oder zum Zolllagerverfahren angemeldet worden sind, stehen vom Zeitpunkt der Annahme der Zollanmeldung an unter zollamtlicher Überwachung (Artikel 158 Abs. 3 UZK).

## Ende der zollamtlichen Überwachung
Die Waren, die sich in zollamtlicher Überwachung befinden, bleiben so lange unter zollamtlicher Überwachung, wie es für die Ermittlung ihres zollrechtlichen Status, d. h. die Feststellung, ob es sich um Unionswaren oder Nichtunionswaren handelt, erforderlich ist (Art. 134 Abs. 1 Unterabsatz 3 UZK).
Wird der eingeführten Ware sodann der Status einer Unionsware zuerkannt, endet die zollamtliche Überwachung hiermit.
Bei Unionswaren, die zur Ausfuhr, zur passiven Veredelung, zum Versandverfahren oder zum
Zolllagerverfahren angemeldet worden sind, endet die zollamtlicher Überwachung, wenn sie aus dem Zollgebiet der Gemeinschaft verbracht oder vernichtet oder zerstört werden oder bis die Zollanmeldung für ungültig erklärt wird (Art. 267 UZK).

## Maßnahmen zur Durchführung der zollamtlichen Überwachung

### Befugnisse der Zollverwaltung
Um die Durchführung der zollamtlichen Überwachung zu ermöglichen, sind der Zollverwaltung verschiedene Befugnisse eingeräumt worden:
So können die Zollbediensteten im grenznahen Raum (§ 14 Abs. 1 S. 1 ZollVG) u. a. Personen und Beförderungsmittel anhalten und die Ausweise und Beförderungspapiere kontrollieren. Gepäck, Beförderungsmittel und ihre Ladung können zur Feststellung der Einhaltung der Zollvorschriften an Ort und Stelle oder einem anderen geeigneten Ort geprüft werden. Dabei müssen die Betroffenen Auskunft über die Herkunft der Waren geben und die Entnahme von unentgeltlichen Proben dulden und die hierzu erforderliche Hilfe leisten (§ 10 Abs. 1 ZollVG).
Befinden sich die Zollbediensteten jedoch außerhalb des grenznahen Raumes, so werden ihnen gemäß § 10 (2) ZollVG dieselben Befugnisse nach § 10 (1) ZollVG eingeräumt.
Personen können bei Vorliegen zureichender tatsächlicher Anhaltspunkte dafür, dass sie vorschriftswidrig Waren mitführen, die der zollamtlichen Überwachung unterliegen, angehalten und körperlich durchsucht werden (§ 10 Abs. 3 ZollVG).
Darüber hinaus werden der Zollverwaltung durch die Post Sendungen vorgelegt, bei denen zureichende tatsächliche Anhaltspunkte dafür bestehen, dass mit ihnen gegen Verbote und Beschränkungen verstoßen wurde (§ 5 Abs. 1 ZollVG). Die Sendungen werden dann durch die Post geöffnet und dem Zoll zur Kontrolle vorgelegt.

### Pflichten der Zollbeteiligten
Zudem sind auch den Zollbeteiligten verschiedene Pflichten auferlegt worden, die die Durchführung der zollamtlichen Überwachung sichern sollen, z. B.:
- die Verpflichtung, alle eingeführten Waren unverzüglich auf vorgeschriebenen Verkehrswegen (sog. Zollstraßenzwang) zu einer bestimmten Zollstelle zu verbringen (Art. 139 Abs. 1 UZK),
- die Verpflichtung, Waren nur zu bestimmten Öffnungszeiten der Zollstellen einzuführen (§ 3 ZollVG),
- die Verpflichtung, Waren zu gestellen (Art. 139 UZK),
- die Verpflichtung, eine Summarische Eingangsanmeldung abzugeben (Art. 127  UZK),
- die Verpflichtung, eine Zollanmeldung abzugeben (Art. 158 UZK),
- die vorübergehende Verwahrung (Art. 144, 145 UZK).